# Eisemann György
Eisemann György (Budapest, 1952. november 12.) magyar irodalomtörténész, egyetemi tanár.

## Életpályája
1972-1977 között az ELTE Bölcsészettudományi Kar magyar-orosz szakos hallgatója volt; Eötvös József Collegium tagjaként. 1977-1983 között az ELTE Bölcsészettudományi Kar tudományos segédmunkatársa, 1983-1995 között tudományos munkatársa volt, 1995-2012 között docense, 2004-2005 között megbízott tanszékvezető volt, 2006-tól az ELTE BTK Magyar Irodalom- és Kultúratudományi Intézetének igazgatóhelyettese, 2010-től az ELTE Irodalomtudományi Doktori Iskola egyik programvezetője, 2011-től az ELTE Tudományos Tanácsának tagja. 2012-től egyetemi tanár. 2009-ben a Magyar Tudományos Akadémia doktora lett. 2004-től az ELTE Általános Irodalomtudományi Kutatócsoportjának tagja,  2004-től Jókai Mór Összes Művei kritikai kiadás szerkesztője. 2009-től a Berliner Beiträge zur Hungarologie társszerkesztője, 2007-től az Irodalomtörténet (folyóirat) szerkesztőbizottsági tagja, 2011-től felelős szerkesztője.
Kutatási területe a XIX-XX. századi magyar irodalom, főként a századforduló hazai és európai irodalma.

## Művei
- Végidő és katarzis (1991)
- Keresztutak és labirintusok (1991)
- Ősformák jelenidőben (1995)
- Szimbólum és metafizikum Komjáthy Jenő költészetében (1997)
- Mikszáth Kálmán (1998)
- A kánon peremén. Az irodalmi modernség alakváltozatai a XIX-XX. század fordulójának magyar prózájában; szerk. Eisemann György; ELTE XVIII-XIX. századi Magyar Irodalomtörténeti Tanszék, Bp., 1998
- A folytatódó romantika (1999)
- Irodalom 16-17 éveseknek (tankönyv, 1999)
- Irodalom szöveggyűjtemény 16-17 éveseknek; szerk. Eisemann György, H. Nagy Péter, Kulcsár-Szabó Zoltán; Korona, Bp., 1999
- Induló modernség – kezdődő avantgárd; szerk. Bednanics Gábor, Eisemann György; Ráció, Bp., 2006 (Ráció-tudomány)
- A későromantikus magyar líra (2010)
- Narratíva és politika. Mikszáth-újraolvasás; szerk. Bengi László, Eisemann György; MIT, Bp., 2016 (MIT-konferenciák)

## Díjai, kitüntetései
- Greve-díj (1999)
- Mikszáth-díj (2000)
- Széchenyi professzor ösztöndíj (2000-2003)
- Martinkó András-díj (2007)